# 赤壁之戰
赤壁之战是東漢末年曹操南攻劉表、劉備、孫權之戰役，亦可指於長江赤壁-烏林一線之決戰。其是三国时期“三大战役”之一，也是中国历史上以少勝多的著名戰事:117。在赤壁的決戰是首次发生于长江流域的大规模水战。
208年（建安十三年）农历七月，控制中原和北方的曹操率大军南征荆州刺史刘表。八月，刘表病死，刘表之子劉琮投降。寄宿荆州的刘备南走，在长坂坡被曹操击溃，又东逃至夏口，与孫權結盟。十二月，曹操向夏口进军。孙权派遣周瑜、程普与刘备会合，在长江赤壁遭遇曹军。孙军将领黃蓋詐降，接近曹军后点火烧船，孫劉联军乘势进攻，曹军败北。曹操留曹仁、徐晃守江陵，自己率军北还。后曹孫劉三分荊州，三國鼎立之勢初现。

## 背景
自建安元年（196年）曹操迎天子以来，其势力逐渐扩大。曹操先后击败吕布、袁术、刘备、袁绍，控制了中国的中原与北方地区:191:341。建安十二年（207年）白狼山之战后，曹操降伏乌桓首领，获得了善战的乌桓骑兵。袁氏的残余势力也被消灭——袁尚、袁熙逃亡东北，依附公孙康，最终被公孙康所杀:235-236:248。当时公孙康与曹操亲善；西北的势力各自为战，又被曹操的部下钟繇所牵制；曹操遂决定依照谋士郭嘉生前所定的计划，“当先定荆”:192:338:102。
荆州“北据汉、沔，利尽南海，东连吴会，西通巴蜀”，是东西、南北的交通要地。其又“沃野万里，士民殷富”，在刘表治下“财谷如山”:103-105。
刘表自初平元年（190年）被权臣董卓任命为荆州刺史，至建安十三年（208年），已在荆州经营19年:31,47-48。刘表没有太大的野心，只维持了领土的安定:261-262，但也得到了治下百姓的感激:133。先前，刘表未参与討伐董卓之戰，且曾接受董卓余党李傕等授官爵，导致刘表“名不正”:38,44。再加上刘表善文治，较不擅武略:44-46，尽管据有荆州八郡，“地方数千里，带甲十余万”，但未能收服在荆州的诸多人才:31。
若取得荆州，曹操可获得南下避难的人才和人口，又可以使东吴的孙权和西蜀的刘璋孤立无援。早在建安四年（199年），张绣以南阳投降时，通往荆州的门户便已打开:104,107-108,112。

## 南征荆州
建安十三年（208年）农历正月，曹操率军回到邺城，凿玄武池以练水军:241-242；又罢三公官，置丞相、御史大夫。六月，曹操自任丞相，以驯顺的郗虑为御史大夫，又将政敌孔融夷族，巩固了自己的权力:116:117,245。同时，西凉的马腾被曹操的部下张既说服，入朝为卫尉，其家属迁邺。原部队由马腾之子马超所代领。西北势力对于曹操的威胁进一步被减轻:258:154。
曹操原本并不急于南征荆州，但是同年，六十五岁的刘表病重，其子刘琦、劉琮争权:242,259,262，刘琦出为江夏太守。当初袁紹病死，其子袁谭、袁尚争权，曹操隔岸观火。这次情况虽相似，但多出一个不确定的因素，即战场经验丰富而又被曹操所忌惮的刘备:264:113。在建安五年（200年）官渡之战中，刘备曾支持曹操的对手袁绍。后刘备南至刘表处避难，驻军新野:196:61。刘表二子争权，可能使刘备渔翁得利:265。
七月，曹操于许县集合军队:111:265，留“于禁屯颍阴，乐进屯阳翟，张辽屯长社”，保卫后方:269。曹操按照荀彧的意見，“显出宛、叶而间行轻进”——不掩盖进攻的方向，但是迅速前进——从许走“颍川南阳道”至宛:190-191。
八月，刘表病逝，刘琮在襄陽即其位:264。此时，刘琦守江夏，文聘守章陵，刘备屯樊城，关羽巡守汉水。若荆州诸人能合力抵抗，尚可与曹操相持:124-125,127。
傅巽劝劉琮说：「诚以劉備不足禦曹公乎，則雖保楚地，不足以自存也；诚以劉備足禦曹公乎，則備不為將軍下也」，将劉備与劉琮对立:131。劉琮见曹操势强，刘备难以倚仗，孙权虎视东方，蒯越等旧臣皆劝降，自己又与兄弟不和，遂决定投降曹操:265。曹军将领皆疑有诈，唯娄圭断定其是真降:131。
当劉琮派宋忠通知劉備時，曹军已至宛。曹操的急行军和劉琮的决定使刘备措手不及。刘备令關羽率水军沿汉水南下，自己则南奔江陵:132:191:197。有人劝劉備劫劉琮南下，諸葛亮也勸劉備攻劉琮奪襄陽，劉備皆不从。虽然劉備的实力强于劉琮，但即使得到襄陽，劉備也无法抵御曹操:74,132-133。劉備在刘表墓前辞别，又向劉琮喊话，对刘表家族表示忠诚，试图得到荆州人的支持:197。
九月，曹軍到達襄阳以北六十公里的新野:265:193。荆州从事王威建议以奇兵擄獲曹操，劉琮不从:113。
劉琮前往新野请降。曹操任其为青州刺史，封列侯，劝降之人皆封侯。曹操任荆州人章陵太守蒯越为光禄勋，别驾刘先为尚书令，韓嵩为大鸿胪，文聘为江夏太守，鄧義为侍中。又命北方逃难的士人窦辅、司马芝、裴潜、和洽、王粲等人为官:193-195。

### 长坂坡之战
劉備的宣传虽吸引大批荊州士民归附，却也引发平民的恐慌。随行民众拖缓了行军速度:149:197。劉備在新野时，“不过数千人”，到当阳时，“众十余万，辎重数千两，日行十余里”:73,134:343。
江陵作为军事重镇，若被曹操攻占，既可补给军队，又可防止劉備重整态势，与刘琦等联合，凭险据守:141,144。曹操占领襄阳后，亲率五千骑兵，以文聘为向导，与曹纯急追劉備:197-198:148。曹操一日行军120公里，在長坂追上劉備。其速度出乎劉備意料，劉军一觸即潰，劉備棄妻子而逃，張飛據水斷後。趙雲救出甘夫人與劉備的幼子劉禪。曹操尽得其輜重、部眾。劉備东走与關羽會合:197-198:266,268:191。时劉琦正往北与刘琮争权，闻讯转道汉津，与劉備合兵退守夏口:933。
经过此次杀戮，“荆州荒残，人物殚尽”，更有士民反抗曹操。曹操遣徐晃“讨中庐、临沮、宜城贼”:199，自己趕往江陵，安顿民心，收编当地的水军:101:268。曹操令文聘驻夏口旁的安陆、随县附近；又以章陵太守赵俨为都督护军，统辖张辽、于禁、张郃、朱灵、李典、冯楷、路招七军，镇守后方的汝南、南阳:286,295,297。七军进可攻击夏口，退可协防合肥。
刘表二子的分裂导致江陵南方的诸郡均持观望的态度。曹操命刘巴招纳长沙、零陵、桂阳，又以金旋为武陵太守，但仅获得了地方官员名义上的归顺。鉴于统治未稳，曹操未从其地征兵:268:101。蜀地劉璋先后遣阴溥、别驾从事张肃、益州别驾张松前来致敬，并派兵三百，以供差遣。长江上游对于曹操已无威胁:148:44。

## 孫劉联盟
原在初平二年（191年），孙坚在襄阳之战中被刘表的将领黄祖所杀。后孙坚之子孙策、孫權与黄祖多次交战。建安十三年春，孫權攻下江夏，杀死黄祖。江夏距离江东颇远，孫權无力兼顾，遂屠城虏民而走:262-263:63。
劉表死后，两家虽有世仇，但因荆州地理对江东的重要性:62,65，孫權命魯肅借為劉表弔喪之名前往荊州，探聽劉備等人的消息，自己屯兵柴桑:198。魯肅得知劉琮投降后，在當陽追上劉備，与其同至夏口。劉備表示将投靠舊友蒼梧太守吳巨。魯肅勸說劉備與孫權連合抗曹，劉備便遣諸葛亮隨魯肅去见孫權，自己率兵前往孙权的领地——位于夏口下游五十公里的樊口:269:199,205:183。魯肅将劉備安排在前线，也有为孙权争取时间的意图:134。
当时曹操与孫權并非公开敌对。两方互有婚姻——孙策之弟孙匡娶了曹操之弟的女儿，曹操之子曹彰娶了孙贲之女——曹操也曾授予孙权讨虏将军、领会稽太守的官职，因此曹营認為孫權会殺掉劉備。唯独程昱認為孫權不会如此，毕竟此前孙权也未答应曹操送质子的要求:47-48。
曹操见劉備东至樊口，致信威胁孫權投诚：「近者奉辭伐罪，旄麾南指，劉琮束手。今治水軍八十萬眾，方與將軍會獵於吳:47-49。」曹操又授予孙权从兄孙贲征虏将军，领豫章太守，与孙权平级，试图分化孙氏内部。孙贲之弟孙辅私下与曹操联络，被孙权囚禁。孙贲在朱治的劝导下未送质子。从前线孙氏将领的摇摆不定（孙贲在豫章，孙辅在庐陵），可见孙权势力内部的动摇:49:204。
当初張昭、秦松等士人以重兴汉室的方针辅佐孙策。现在面临挟汉室之名的曹操的威胁，張昭等人便勸孫權投降:55-56。周瑜、魯肅则依据谶纬，认为江东将有帝王替代刘氏:57。魯肅提議孫權聯合劉備，並召回在鄱陽的周瑜共商對策。周瑜到后，说曹操“雖托名漢相，其實漢賊也”，以消除抗击朝廷的顾虑，又制定了深入进攻的计划:270:71-73。諸葛亮进一步以当时的情势——即孫權对曹操不能再“外托服从之名而内怀犹豫之计”，只有降伏或战争两种选择——说服了孫權联盟刘备:69-70。
孫權於是任命周瑜、程普共同领兵，沿江而上，與劉備合力迎擊曹操:270-271。二将的分权是孫權制衡的手段，但不利于战场的指挥:397。孫權也没有倾全力而出击。若战事不利，孫權仍有足够的力量再作决定:203。

### 时序
三國时期的史书各自採用对其本國有利的敘事，孙刘两家各自的宣传致使联合抗曹的记录混乱:87-88,93-95:199。
裴传永认为事件的发展为曹操書至，张昭等主降，鲁肃、周瑜主战，孙权決計，诸葛亮遊說，孙权决定联盟。诸葛亮到柴桑后，孙权需与鲁肃、周瑜等定计，因此未立即接见诸葛亮。诸葛亮由此认为孙权“内怀犹豫之计”，遂以激将法说之。饶胜文则认为诸葛亮遊說在前，曹操書至在后:68。

## 火燒烏林

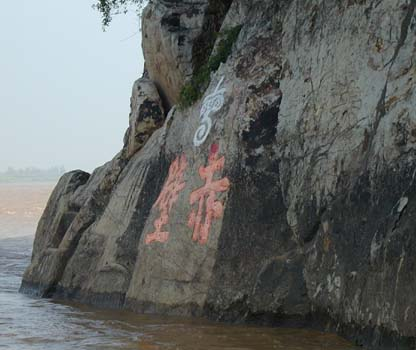
赤壁市赤壁山上的鐫字

十二月，曹操率軍从江陵東征，水陆并进。水军顺长江而下，先东南向至巴丘（今湖南岳阳市），又东北向至赤壁（今湖北赤壁市西北）:207:194-195，向夏口前进。若至夏口，曹操便可和文聘、赵俨等部夹击敌军:296-297。
周瑜等率领水軍自柴桑西上，与刘备军会合后，遂向赤壁进兵。控制赤壁一带，可阻截曹军自陆口上岸，走陆道威胁柴桑:120,124,127。联军至赤壁，与曹军突然相遇。曹操未料到周瑜会主动进攻。曹军人数的优势在江上无法发挥，加上军中的瘟疫，初战失利。曹操遂將军队引次江北乌林，扎下水寨；周瑜率军驻营南岸，双相对峙:127:51:162。或因联军水军的骚扰，曹军的粮道不顺，“士卒饥疫”:199-200。由于先前的战斗，曹军与刘备军多有疲惫，而刘琦军与周瑜军未经战斗，士气较高:273。
联军的驻地江口隐蔽，海拔较高，便于监测敌情。曹军驻地位于云梦泽与长江之间，空间狭隘，多有芦苇:307-308,310,318。周瑜的部将黄盖建议火攻，说：「今寇众我寡，难与持久。然观操军船舰首尾相接，可烧而走也。」周瑜从之，决定用诈降之计接近曹军:128:319。黄蓋准备了数十艘蒙衝鬥艦，装载薪草鱼膏，外用赤幔覆盖，并密书曹操约降:128:209。
汉代的雲夢大澤在赤壁西北。受气压影响的湖陆风正是从东南往西北吹袭。在寒潮转为暖湿之际，是湖陆风最强盛的时候:366,371,374。当时风向正对曹军，黄蓋率所备之船，系走舸在后，順風而行。过河至半，黄蓋军点火烧船，乘走舸逃火。火势延及曹军战船与岸上各营:129:209。周瑜率輕銳渡河进攻，刘备亦率军自嘉鱼蜀山围攻汉阳乌林峰:129，曹军死伤惨重，荆州军多有倒戈。曹操为避免船舰落入敌手，下令焚毁餘船:210。
若从原水路撤退，需逆流而上，速度缓慢:197。曹操选择沿華容道穿過雲夢澤，向江陵退却。雲夢多有沼泽、湖泊，華容道也只是泥道，不易行军。曹操令老弱残兵以草填充泥地，羸兵为人马所踏，死者甚眾。周瑜、劉備未料到曹操会如此撤退。周瑜率军沿江而上，劉備放火焚烧華容道上的芦苇，但都未能截住曹操:320-322。曹军仍有残余水军以水路返回江陵，路经巴丘时，“遇疾疫，烧船”。

### 时间
赤壁之战发生的时间有十月、十一月、十二月，三种说法。西晋陈寿《三國志·武帝紀》与东晋袁宏《后汉纪》皆系赤壁之战于十二月。东晋孫盛《異同評》说：“案吳志，劉備先破公軍，然後權攻合肥，而此記云權先攻合肥，後有赤壁之事。二者不同，吳志爲是。”刘宋范晔《後漢書·孝獻帝紀》从之，系赤壁之战于十月至岁终之间。后北宋司马光《資治通鑒》据孫盛而系赤壁之战于十月至十一月。《中国历代战争史》因《三国志通俗演义》，系赤壁之战于十月十日，乌林之战于十一月十三甲子日:155-157,162。
张靖龙认为赤壁之战发生在十二月，因为一是周瑜说：“又今盛寒，马无藁草。”“盛寒”当在农历十一月以后。二是曹操需在江陵停留安抚，方能完成如封侯刘琮等人、安葬王儁、置临江郡、遣刘巴降伏荆南等事。三是《先主传》与《孙权传》皆在其分别称帝、为王后才变为编年体，之前多略年月，《武帝纪》则一贯以时间列事。建安十三年之事，当据《武帝纪》为准:155,159,167-168,174。宋杰依张靖龙:192。张磊夫则认为是在十月:205。

### 兵力
双方的兵力在史籍中记载不同。曹军兵力有三种说法:192：
80-100万载于裴松之注引《江表传》与陆机《辩亡论》。学界基本以为是夸大:192。
30-40万《三国志·诸葛恪传》言：“近者劉景昇，在荊州有眾十萬……操率三十萬眾，來向荊州。”《三国志·周瑜传》也言“劉琮舉眾降，曹公得其水軍，船步兵數十萬。”曹操大概原有三十萬眾，得降眾十萬，共四十万。
卢弼《三国志集解》、林瑞翰《魏晋南北朝史》、张大可《三国史研究》从之。张靖龙认为除去随刘备、刘琦而走的两万荊州兵和防守的兵力，赤壁之战中曹操的兵力约30万:192-193:244,270。
10-20余万裴松之注引《江表傳》中周瑜说曹操：“彼所將中國人，不過十五六萬，且軍已久疲。所得表眾，亦極七八萬耳，尚懷狐疑。”曹操大概有22-24万人。
一般以周瑜所估为准，如翦伯赞《中国史纲要》、张传玺《中国通史讲稿》、王仲荦《魏晋南北朝史》、马植杰《三国史》。赵克尧认为曹操兵力约15万，因为袁绍全盛时拥兵十万，后连年战争，曹操的兵力不会超过袁绍太多。宋杰认为除去留守的曹仁、乐进、徐晃、文聘等人的兵力，曹操约有10多万兵:193-194。
尹韵公认为赤壁之战中曹军的数量，仅为追刘备时的五千騎兵。多数学者持反对意见:157。
孙军方面，《三国志·周瑜传》说周瑜請兵三萬。裴松之注引《江表传》说周瑜请兵五万，得三万人。《三国志·吳主傳》言“瑜、普爲左右督，各領萬人”，则有兵力两万。张磊夫、张靖龙、宋杰皆以三万为是:272:246:933。
刘军方面，《三国志·諸葛亮傳》中諸葛亮说：“今戰士還者及關羽水軍精甲萬人，劉琦合江夏戰士亦不下萬人”，共有两万人。张磊夫认为諸葛亮应有夸大:205。伊丁认为孙刘联军共有四到五万人。

### 路线

赤壁之戰場所的争论

除去曹操自江陵下长江之外，另有汉水一说。艺文类聚引《英雄記》云：“周瑜鎮江夏，曹操欲從赤壁渡江南，無船，乘簰從漢水下，住浦口，未即渡。瑜夜密使輕船走舸百數艘，艘有五十人移棹，人持炬火。火然，則回船走去，去復還燒者，須臾燒數千簰。火大起，光上照天，操夜走。”万绳楠从而认为赤壁之战有三场战役，一是浦口，二是赤壁，三是乌林。梁敢雄、王中柱认为曹军主力自襄阳沿汉水出击。张靖龙则认为主力水军不会以竹排渡河:251,256-263。
王琳祥、邱娅玲认为部分曹军自襄阳出击，部分自江陵沿夏水入汉水，再入长江。郦道元《水经注》引應劭《十三州記》曰：“江別入沔爲夏水，原夫夏之爲名，始于分江，冬竭夏流，故納厥稱。”张靖龙从而认为十二月时，夏水已枯，水军无法通行:263-264。

## 分析

### 時機

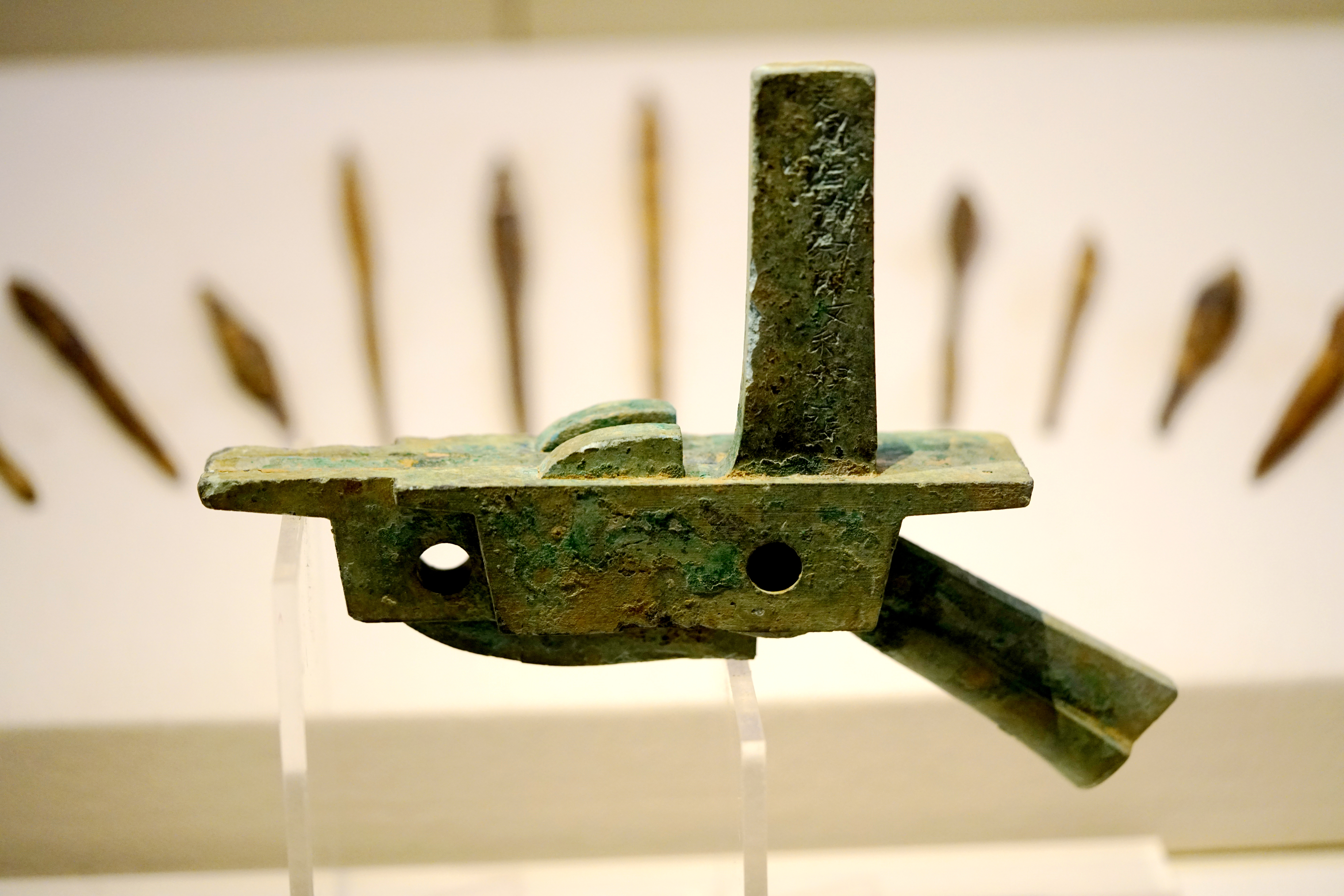
赤壁墓葬出土的弩机。望山上刻“上大将军吕侯都尉陈文和弩一张”。

战前，周瑜分析曹军说：“今北土既未平安，加馬超、韓遂尚在關西為操後患。且舍鞍馬仗舟楫與吳越爭衡，本非中國所長，又今盛寒，馬無藁草，驅中國士眾，遠涉江湖之閒，不習水土，必生疾病。此數四者，用兵之患也，而操皆冒行之。”诸葛亮也说：“曹操之眾，遠來疲弊，聞追刘豫州，輕騎一日一夜行三百餘里，此所謂彊弩之末，勢不能穿魯縞者也。故兵法忌之，曰：『必蹶上將軍』。且北方之人不習水戰；又荊州之民附操者，逼兵勢耳，非心服也:117。”
关于曹操失败的原因，后世多采信周瑜所说。不过周瑜夸大了曹操后方的不稳定性和骑兵在南方战斗的劣势。周瑜和诸葛亮所说的诸多不利因素，如粮草缺失、水土不服、人心不稳，也会随时间而消失:5-7:45。刘军也面临人心不稳的问题：江夏水军原与江陵水军同属刘表，共以江东为敌，现在敌我转换，对于士气不利:271。但是周瑜抓住了曹操有劣势的时机，主动出击，方才得胜:73。
王夫之《读通鉴论》说：“吳憑江而守，矢石不及，舉全吳以饋一軍，而糧運於無慮之地，愈守則兵愈增、糧愈足，而人氣愈壯，欲老吳而先自老。”曹、刘的争斗破坏了荆州的经济，曹军在江陵驻扎数月，而又东征，严重耗损了荆州原本的存粮。曹操的根据地在冀州的邺城。从邺转运粮草到荆州又十分不便，无法支撑一场持久的战斗。运粮的问题使得曹操之后改从淮南进攻孙权:198-199。
夺取江陵后，曹操沒有立刻进攻夏口，因为其低估了孙刘联盟的可能性。刘表与孙权有世仇，曹操原以为孙、刘会像公孙康与袁氏兄弟般争斗，但是相比公孙康，孫權的野心更大，所处的形势也更危险。曹操送信恐吓孫權，没有能威迫其臣服，反而如程昱所料：「孫權新在位，未為海內所憚。曹公無敵於天下，初舉荊州，威震江表，權雖有謀，不能獨當也。劉備有英名，關羽、張飛皆萬人敵也，權必資之以禦我」，促进了孙、刘联盟:158:102:287-288。
对夏口的战略位置，曹操亦有疏忽。若能控制夏口，则可以有效地遏制孫權对荆州用兵。曹操没有紧逼夏口，也让刘备军获得喘息的机会。经此一役，夏口渐被重视，如后来司马懿论孙吴直言：“夏口、东关，贼之心喉:927-928:103,105。”
張作耀說：「曹操其人極易激動，易被勝利沖昏頭腦:165。」曹操在南征之初，没有计划要消灭孙权，但是在刘琮请降，刘备溃逃，轻松取得荆州的形势下，曹操的野心膨胀，欲一举消灭刘备、孙权，意图篡汉:200:74-75。
賈詡曾勸說曹操：“明公昔破袁氏，今收漢南，威名遠著，軍勢旣大；若乘舊楚之饒，以饗吏士，撫安百姓，使安土樂業，則可不勞衆而江東稽服矣。”但曹操没有徹底稳固地盘，以人口与经济的优势蚕食敌人:14-15；或运用昔日针对袁譚、袁尚时，郭嘉所说「急之則相持，緩之而後爭心生」的策略，等待孫、劉生變:128,139；而是在休整三个月后，在联军有所准备的情况下，贸然出击:20-22。曹操低估了联军的实力，没有发挥自己步骑的优势，从江陵直接渡河再向东推进，更是没有多线出击，反而与联军在江上相遇，陷入“舍鞍馬，仗舟楫，與吳、越爭衡”的困境:166:9-10,20-22。

### 疫病
魏国的史书将曹操败北的原因归咎于瘟疫:91-92。曹军中的疾病的确影响了赤壁之战的成败，但关于流行的疫病种类，学界有不同的猜测:332-333:167。
李友松等认为曹操兵敗的主要原因是急性血吸蟲病，因为发病的地區与時間皆符合血吸蟲病流行的规律。血吸蟲病从感染到发病大概40天。曹軍南下荆州的部队在赤壁之戰前染病，戰時发病，而孫權軍生活在疫區，士兵对其有免疫力:27,36,40,42-44:333,339。
对疾病的其他猜测还有斑疹伤寒、疟疾:346-347、鼠疫。

## 后续
败退至江陵后，曹操率军还邺，以乐进守襄阳，曹仁、徐晃守江陵。聯軍乘勝進攻，与曹仁对峙江陵。至建安十四年末，曹军多有伤亡，粮尽，退至北一百五十公里的襄阳:77:991:229。荆州为三家所占，曹操占北部南阳，孙权得南郡与江夏，刘备取荊南四郡:77-78。三国之势初成:211。
赤壁之战是孙刘联军的决定性胜利:211。曹军虽然多有死伤，但主力似乎仍存，以致明年（209年）曹操再次进攻孙权:198。不过曹操丧失了经验丰富的荆州水军，也错过了消灭刘备和孙权的机会，終生没有南下如此之远:211,215,223。
赤壁之战的同时，孫權率备用军攻合肥以牵制曹操:348:226。闰十二月，蒋干以诈使孙军退走:164-165:269。
战后，刘琦留在江夏，数月后死。江夏被孙权所得:275。劉備自领荆州牧，表孫權为行车骑将军、领徐州牧，以孫權为盟主。孙刘通过联姻以稳固联盟:78-81，但很快开始争夺益州:347。虽然刘备在赤壁之战中获胜，但先前长坂坡一战的失败也使刘备在联盟中处于下风，甚至影响之后刘备占据荆州的正当性:152-153。

## 相關作品

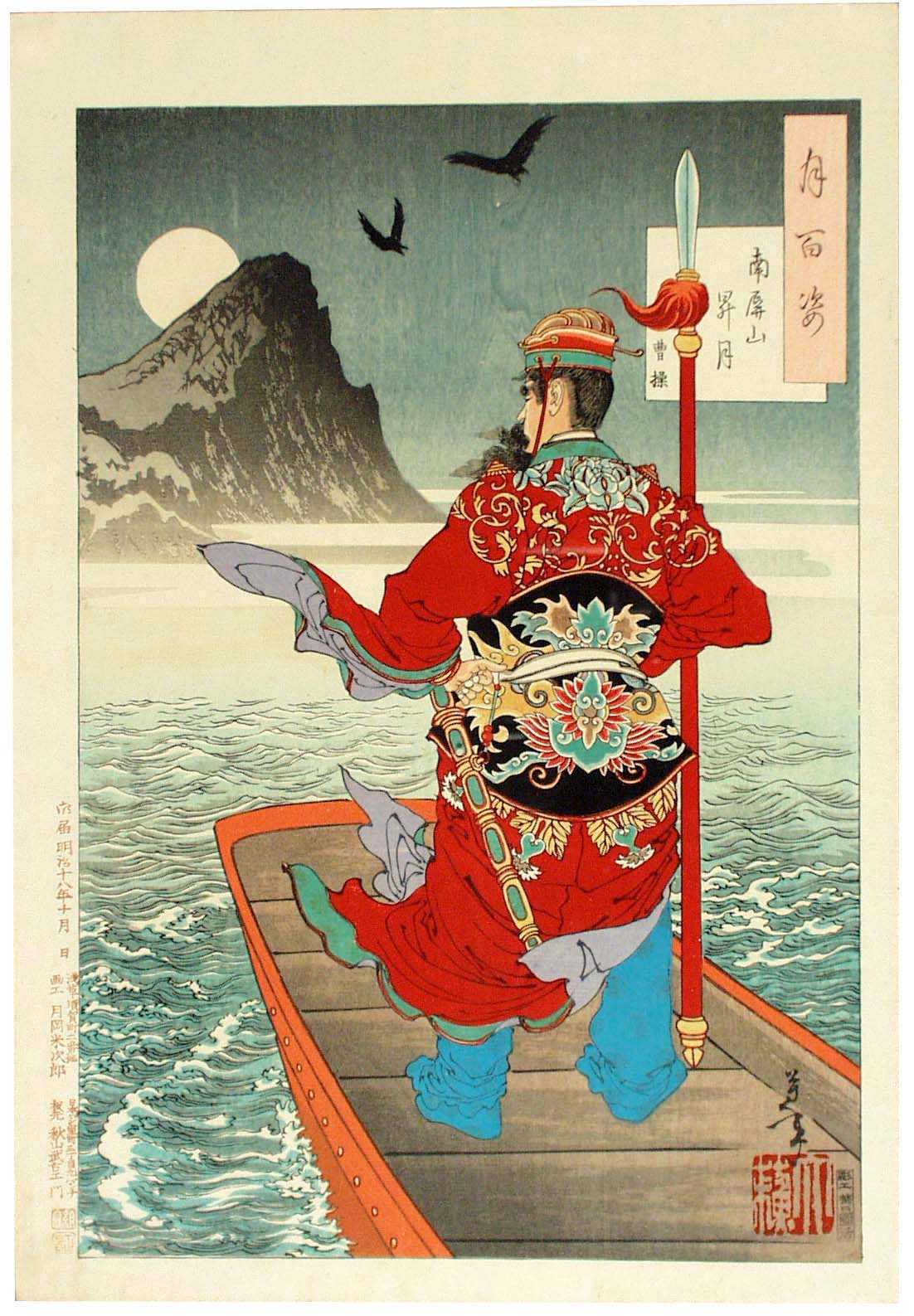
曹操南屏山橫槊賦詩，月岡芳年繪

后代诗人逐渐脱离对赤壁之战史实的争论，而以赤壁为题材以述志，如忧心政治的杜牧《赤壁》和感慨人生的蘇軾《念奴嬌‧赤壁懷古》:109-112。关于三国的文学题材由铜雀台转变为赤壁也始于杜牧《赤壁》:283。羅貫中《三國志通俗演義》与毛宗崗的批本又将赤壁的叙述故事化:89,115-116。
赤壁之战在《三国演义》中占第四十三至第五十回。相比在历史中同为重要的官渡之战，赤壁之战所占用的笔墨以及虚构的成分皆远胜之。刘表、曹操、刘备、孙权四方主要的人物皆有出现。其中的剧情多有借周瑜之手神话诸葛亮。周瑜军应该是战斗主力，但是刘备与诸葛亮在诸多演义中戏份更多:211-212。关于赤壁之战的传说广为流传，对其史实的讨论也被诸多演义所影响:215:274。
吴宇森导演的赤壁基于此战改编而成。其有别于《三国演义》的叙事，而突出了孙吴的视角:335,338。

## 延伸閱讀
- 蔣永星. 周郎赤壁何處寻. 歷史教學. 1980, (12): 50.
- 李友松. 曹操兵敗赤壁與血吸蟲病關係之探討. 中華醫史雜誌. 1981, 11(2).
- 《中國軍事史》編寫組, 編. 中國軍事史：第二卷兵略（上）. 解放軍出版社. 1986. CSBN 11185·43
- 易中天. 品三國上. 上海文藝出版社. 2007. ISBN 7-5321-3043-6